# Platja d'en Pep Ton
La platja d'en Pep Ton és una platja natural del municipi de Cadaqués (Alt Empordà) situada a la badia de Portlligat, en un entorn amb escassa edificació, davant de l'illa de Portlligat, separada d'aquesta pel passatge de ses Boquelles. Té una longitud de 31 m i una amplada mitjana de 6 m, formada per sorra gruixuda, grava i còdols. La platja és accessible per a gossos.